# ピアノ協奏曲 (ハーティ)
ピアノ協奏曲 ロ短調は、アイルランド出身の作曲家兼指揮者であるハミルトン・ハーティが作曲したピアノ協奏曲である。

## 作曲の経緯
1922年、イタリアのフィエーゾレ滞在中に完成した。

## 初演
1922年、作曲者自身のピアノ、トマス・ビーチャム指揮、ハレ管弦楽団によって行われた。

## 作品の内容
アイルランド交響曲同様、アイルランドの民族音楽の影響の強い作品である。また、ラフマニノフ的な響きを持つ。

### 第1楽章 Allegro risoluto
ロ短調。全合奏の和音打撃の後、ピアノがややカデンツァ風に動き、再び和音が叩かれるとピアノの細やかな伴奏で木管に悲壮な第1主題が現れる。オーケストラとピアノの対話となる。再び冒頭の雰囲気が再現され、弦楽器に第1主題が堂々と現れる。ピアノが下降音形を弾き、クラリネットに明るく穏やかな第2主題が現れる。弦楽器やホルンも加わり、ピアノへ主題が受け渡される。弦楽器の伴奏でピアノが歌う。フルートが新しい短い旋律を出し、ピアノが盛り上がってくる。そして、全合奏にピアノが激しく応え、展開部に入る。オーケストラが第1主題を展開し、ピアノに仄暗い新しい旋律が現れる。この旋律が一つの頂点をつくると、激しい華麗なカデンツァとなる。やがて第１主題を呼び覚ます音形をピアノが奏し始め、第1主題が再現される。しかし、形通りの再現ではない。第2主題はピアノが甘く歌う。そして、暗い旋律が弦楽器に悲痛に現れ、金管も加勢して盛り上がり、ピアノが激しく鳴り響き、楽章冒頭が再現され、オーケストラが力強く響いて終わる。

### 第2楽章 Tranquillo e calmo
ホ長調。弦楽器が下降音形を鳴らすと、クラリネットがカデンツァ風のソロを吹く。そして、ピアノに静かで穏やかな、やや憂いを含んだ主題が現れる。弦楽器がこれに応える。弦楽器とピアノが対話しながら音楽を盛り上げてゆく。しかし、音楽は新たな局面を迎える。ティンパニに導かれて嬰ト短調の勇壮な行進曲となる。ピアノが分厚い和音で応え、全合奏が響いたあと、ピアノが華麗に歌いながら静かになる。そして、クラリネットやフルートにカデンツァ風の旋律が現れ、冒頭の主題がピアノの伴奏で木管に美しく再現される。ピアノと弦楽器の美しい対話が帰ってくる。そして、静かに鐘が打たれ、弦楽器の優しいホ長調主和音が響き、曲を閉じる。

### 第3楽章 Con brio e vivace
ロ短調。ティンパニと低弦が響き、木管がリズミカルに加わると、ピアノにいかにもケルトらしい舞曲調の主題が現れる。オーケストラがこの主題を高らかに鳴らし、ピアノが変奏する。弦のピッツィカートの上でピアノが華麗に動き回り、弦楽器の穏やかで美しい第2主題を導き出す。すぐピアノに受け渡され、堂々と響き渡る。この主題が一つの頂点をつくると、静かになり、小太鼓のロールの上でトランペットが静かに響き、冒頭のリズムが帰って来て展開部となる。第1主題が様々に展開され、木管のおどけた旋律を挟んで弦楽器の静かな旋律となる。ピアノが歌い出し、盛り上がってくる。金管のファンファーレが響き渡る。そして、楽章冒頭のリズムが再現され、ピアノに第1主題が再現される。今度は金管も加わっての再現であり、派手である。第2主題もわずかに再現され、クラリネットのトリルを挟んで銅鑼が鳴り響き、ロ長調に転じてコーダとなる。派手にピアノとオーケストラが掛け合いを演じ、速度を速めてラフマニノフ風の上行音形をピアノが奏し、オーケストラが畳み掛け、堂々と曲を閉じる。

## 録音
下記のものがもっとも容易に入手できるが、他にも多数の録音が存在する。
- ピーター・ドノホー独奏、湯浅卓雄指揮、アルスター管弦楽団。　Naxos 8.557731。